# Lucifer

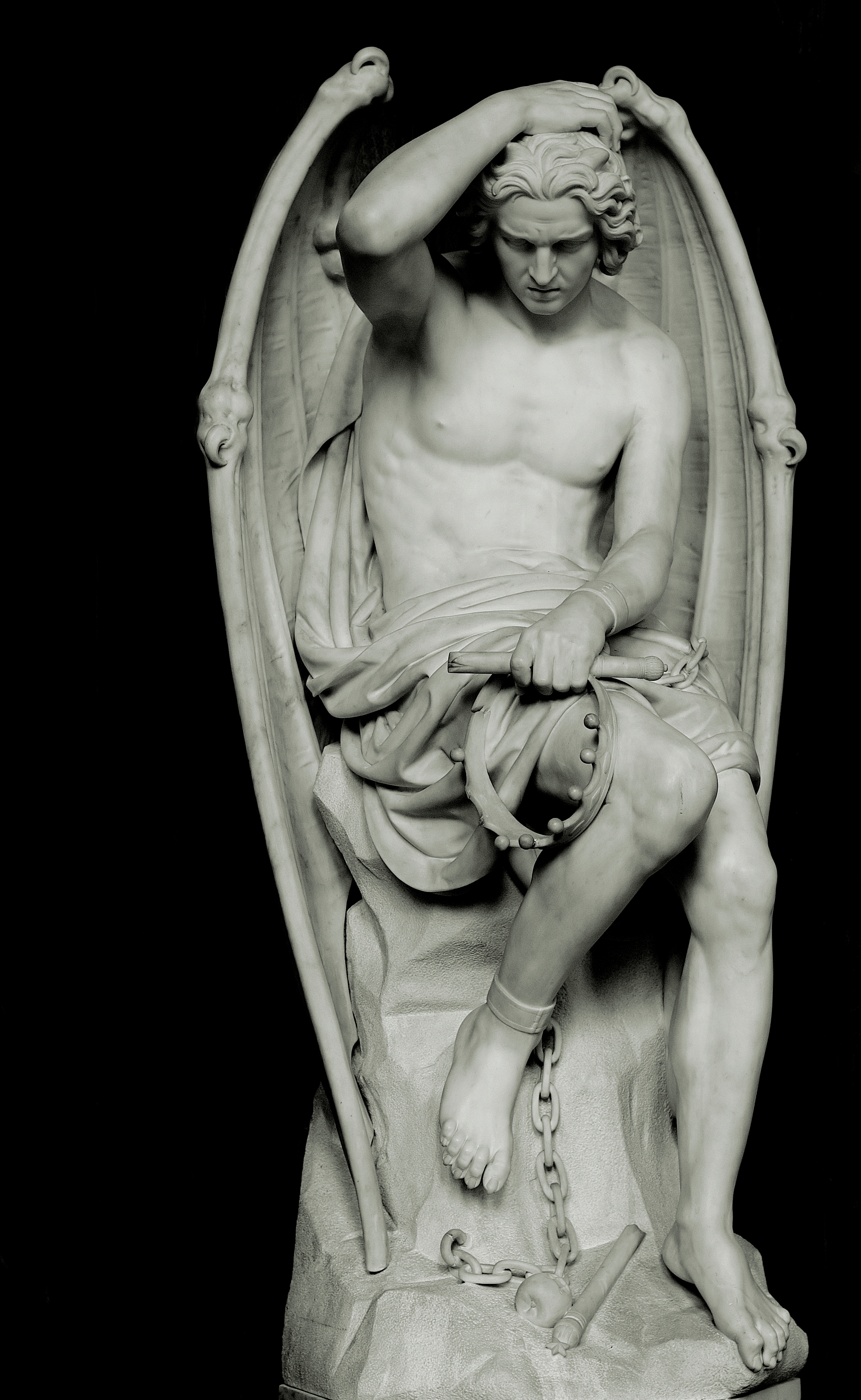
Bức tượng về Lucifer

Lucifer là một thiên thần sa ngã và là Ác quỷ trong thần học Cơ đốc. Lucifer được cho là gắn liền với tội kiêu ngạo và bị tin rằng đã từng cố gắng soán ngôi Thiên Chúa, sau đó bị đày xuống địa ngục.

## Từ Nguyên
"Lucifer" trong phiên bản King James có nghĩa là ''Sao Mai" hoặc "người chiếu sáng". Bản dịch Vulgate Latin sử dụng từ lucifer với chữ l viết thường. Đó là dạng chuyển ngữ tiếng Anh đối với từ הֵילֵל trong Isaiah 14:12.
Trong tiếng Do Thái, הֵילֵל được phiên âm là Hêlēl hoặc Heylel, xuất hiện một lần trong Kinh thánh Hebrew. Bản Septuagint cho thấy từ הֵילֵל tương ứng trong Hi Văn là ἑωσφόρος (heōsphoros), nghĩa là "Sao mai". Theo Sách Isaiah, vua Nebuchadnezzar II của Babylon, kẻ chinh phục Giêrusalem, bị ngôn sứ Isaiah lên án và gọi là הֵילֵל בֶּן-שָׁחַר (Helel ben Shahar), nghĩa là "Sao Mai, đứa con của bình minh". Về sau truyền thống Kitô Giáo sử dụng cái tên Lucifer dành cho quỷ Satan, trước khi hắn sa ngã.

## Kinh Thánh
Trong một bản dịch hiện đại từ Cựu Ước, Isaiah 14:12, đoạn văn trong đó cụm từ "Lucifer" hoặc "tinh tú rạng ngời":
12       Hỡi tinh tú rạng ngời, con của bình minh,
           chẳng lẽ ngươi đã từ trời sa xuống rồi sao?
           Này, kẻ chế ngự các dân tộc, ngươi đã bị hạ xuống đất rồi ư?
13       Chính ngươi đã tự nhủ: "Ta sẽ lên trời:
           ta sẽ dựng ngai vàng của ta trên cả các vì sao của Thiên Chúa;
           ta sẽ ngự trên núi Zaphon, chốn bồng lai cực bắc.
14       Ta sẽ vượt ngàn mây thẳm, sẽ nên như Đấng Tối Cao."
15       Nhưng ngươi lại phải nhào xuống âm phủ,
           xuống tận đáy vực sâu.
16       Những kẻ thấy ngươi đều quan sát kỹ;
           họ nhìn thẳng vào ngươi:
           "Phải chăng đây là con người đã từng làm rung chuyển trời đất,
           từng làm cho các nước đảo điên,
17       từng biến thế giới nên như sa mạc,
           làm cho các thành thị tan hoang,
           không mở cửa ngục cho kẻ bị giam cầm?
Tuy nhiên, trong Lá thư II thánh Peter đoạn 1:19 "(như vậy) ta được có lời tiên tri thêm bội phần chắc chắn. Thật là điều phải lẽ việc anh em lưu tâm vào đó, như nhắm chiếc đèn rạng chốn u minh, chờ lúc Ngày bừng sáng và Sao mai mọc lên trong lòng anh em", thì từ Sao Mai được dùng trong đoạn văn là từ latin Lucifer, nhưng không có liên quan đến quỷ dữ.
Trong Khải huyền 22:16 viết: "Ta là Giê-su, Ta đã sai thiên thần của Ta đến với các ngươi để làm chứng về những điều trên đây, liên quan đến các Hội Thánh. Chính Ta là Chồi Non và Dòng Dõi Đa-vít, là Sao Mai sáng ngời." Chúa Giêsu đã được gọi là Sao Mai, nhưng không phải là "Lucifer", ngay cả trong tiếng Latin (Stella Matutina).

## Thần Thoại Canaanite
Theo thần thoại Canaanite cổ đại, "Sao mai" được nhân cách hoá như một vị thần, Attar, kẻ cố gắng chiếm ngôi của Ba'al nhưng không thành công và bị ném xuống vực thẳm, trở thành kẻ cai trị cõi âm. Một câu chuyện khác là vị thần chiến binh Helel đứng lên chống lại sự tàn bạo của thần tối cao Canaanite El và những thần khác, nhưng đã thất bại và đày đọa muôn đời dưới địa ngục, giống như Sao Mai không thể lên đến đỉnh đầu và buộc phải lu mờ trước ánh Mặt Trời.

## Truyền thống Kitô giáo
Lucifer thường được coi là một trong những đứa con đầu tiên được tạo ra bởi Thiên chúa. Trong cuốn sách Ezekiel, nhà tiên tri đã mượn hình ảnh vị vua xứ Tyre để ám chỉ Lucifer, một thiên thần Cherubim kiêu ngạo đã quay lưng lại với Chúa:
"Ta đặt ngươi làm Cherub chở che; ngươi ở trên núi thánh của Thiên Chúa, đi đi lại lại giữa than hồng rực lửa." (Ezekiel 28:14)
Lucifer sau đó phản bội lại đức tin của mình vì cho rằng bản thân mới là kẻ mà con người phải phục tùng và sùng bái thay vì phải phục vụ cho họ, hắn đã triệu tập tất cả những thiên thần nổi loạn ủng hộ mình (sau này bị gọi là những thiên thần sa ngã, chiếm khoảng 1/3 trong tổng số thiên thần trên Thiên đàng) và khơi mào cho cuộc Chiến tranh trên Thiên đàng.
"Ngươi đem lòng tự cao vì vẻ đẹp của mình, ngươi đã để cho vẻ huy hoàng rực rỡ làm hư hỏng sự khôn ngoan của ngươi. Ta quẳng ngươi xuống đất, Ta biến ngươi thành trò diễu cợt cho các vua." (Ezekiel 28:17)
Kết quả là Lucifer cùng các thiên thần nổi loạn đã bị đánh bại bởi các thiên thần khác dưới sự lãnh đạo của những người anh em mình là thiên thần Michael, Gabriel, Uriel, Raphael. Hắn cùng Beelzebub, Leviathan, Asmodeus là những kẻ đầu tiên bị tống vào Hỏa ngục.
Đoạn văn trong Isaiah được liên kết với một câu trong Phúc Âm Nhất Lãm 10:18 "Đức Giê-su bảo các ông : "Thầy đã thấy Satan như một tia chớp từ trời sa xuống", trở thành hình tượng một thiên thần sa ngã. Thực tế, Lucifer trở thành một danh từ riêng để gọi ác quỷ có thể là do tuyệt tác Thiên Đường Đã Mất của John Milton.

## Dị giáo
Theo The Satanic Bible của Anton LaVey, Lucifer là một trong bốn vị vua Địa Ngục, được gán với phương Đông, "Chúa tể của những ngọn gió" và là "người mang lại ánh sáng", sự thông thái và giác ngộ. Cụm từ "Chúa tể của những ngọn gió" được lấy cảm hứng từ Thư gửi tín hữu Ephesians 2:2, "Đều là những sự anh em xưa đã học đòi, theo thói quen đời nầy, vâng phục vua cầm quyền chốn không trung tức là ác thần hiện đang hành động trong các con bạn nghịch", vốn là một tên gọi được gắn với thần Zeus và thần Baal, nhưng sau đó lại dùng để chỉ Ác thần.
Phúc Âm phù thủy Aradia tôn vinh Lucifer là thần mặt trời và là Đấng Tạo Hóa của vũ trụ. Ông loạn luân với chị gái mình và có đứa con gái là Aradia, nữ hoàng của các phù thủy, kẻ cám dỗ loài người học tập và sử dụng yêu thuật. Trong tác phẩm này, Satan và Lucifer được xem là hai thực thể riêng biệt.